# Biserica de lemn din Ludăneasca

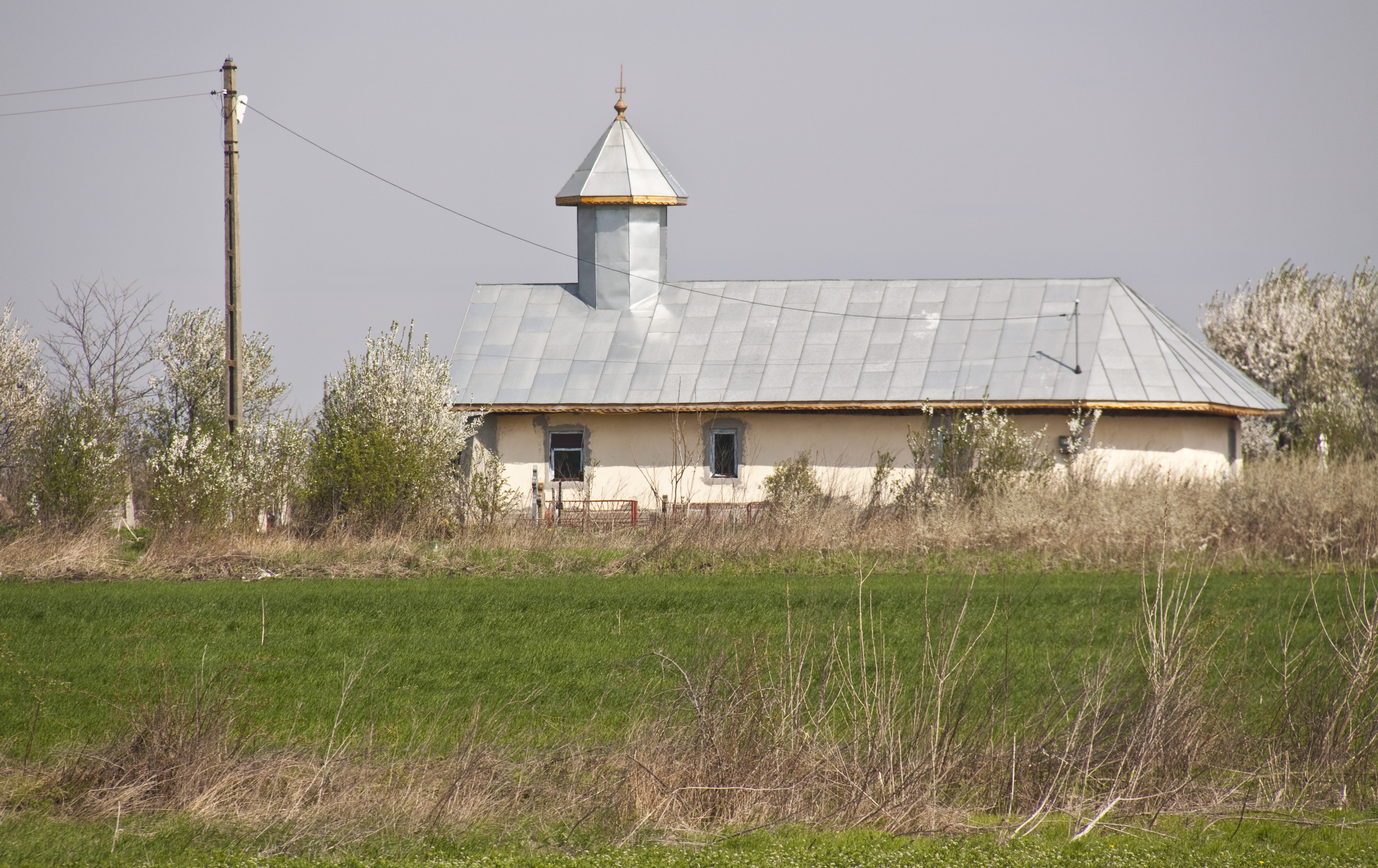
Biserica de lemn din Ludăneasca, județul Teleorman. Foto: aprilie 2011

Biserica de lemn din Ludăneasca se află în satul omonim, comuna Răsmirești, județul Teleorman. A fost ridicată în secolul 19. Lăcașul lipsește de pe noua listă a monumentelor istorice. 

## Istoric
Biserica a fost ridicată în secolul 19. 